# Giovanni Battista Oxilia
Giovanni Battista Oxilia (Torino, 18 novembre 1887 – Grandola ed Uniti, 21 agosto 1953) è stato un generale italiano.

## Biografia
Giovanni Battista Oxilia iniziò la carriera militare nel 1910, dopo aver frequentato il corso ufficiali all'Accademia di Artiglieria e Genio e continuando la sua formazione nella Scuola di guerra dell'esercito con il grado di Maggiore. Diventò poi Capo di Stato Maggiore della Divisione di Milano.
Indossato il grado di generale di brigata il 30 giugno 1939, comandò l'artiglieria del XXVI corpo in Albania partecipando poi all'occupazione italiana del Montenegro. Fu Capo di Stato Maggiore dell'VIII Armata e comandante dell'artiglieria della IV Armata, prima di essere trasferito a capo della Missione Militare Italiana in Croazia.
Qui, grazie alla sua opera di convincimento sul poglavnik Ante Pavelić, rese possibile la creazione della Legione croata come unità straniera del Regio Esercito. Il 13 marzo 1942, mentre da Zagabria si spostava verso Lubiana per motivi di servizio fu vittima di un attentato partigiano dal quale ne uscì illeso.
Promosso Generale di Divisione dal 31 gennaio 1942, assunse, per poche settimane, nell'agosto 1942, il comando della 27ª Divisione fanteria "Brescia" sul fronte di El Alamein, rientrando infine a Roma, per incarichi speciali, l'11 gennaio 1943 e successivamente, dal 10 giugno seguente, della 19ª Divisione fanteria "Venezia" in Montenegro.
L'8 settembre lo sorprese in Montenegro, dove si rifiutò di sottostare alle imposizioni tedesche, iniziando così la costituzione della Divisione italiana partigiana "Garibaldi", della quale mantenne il comando fino al febbraio 1944, quando fu sostituito dal Generale Lorenzo Vivalda, già comandante della 1ª Divisione alpina "Taurinense".
Rientrato in Italia nel 1944, divenne Sottocapo di Stato Maggiore dell'Esercito e Sottosegretario al Ministero della Guerra nel Gabinetto Bonomi. Nel 1946, il 16 marzo, diventò il Comandante della Guardia di Finanza, incarico mantenuto fino al 15 giugno 1947, dopodiché si ritirò a vita privata. 
Coniugato con la signora Lena Corti, ebbe un'unica figlia, Marica.